# Alwyn Morris
Alwyn Morris, CM (* 22. November 1957 in Montreal) ist ein ehemaliger kanadischer Kanute und Olympiasieger.

## Karriere
Alwyn Morris, Angehöriger der Mohawk, nahm an zwei Olympischen Spielen teil. Seine erste Teilnahme erfolgte anlässlich der Olympischen Spiele 1984 in Los Angeles, bei denen er mit Hugh Fisher in zwei Wettbewerben im Zweier-Kajak startete. Über 500 Meter zogen sie nach Siegen in den Vor- und Halbfinalläufen ins Finale ein, das sie nach 1:35,41 Minuten auf dem dritten Platz hinter den siegreichen Neuseeländern Ian Ferguson und Paul MacDonald sowie den Schweden Per-Inge Bengtsson und Lars-Erik Moberg abschlossen. Auf der 1000-Meter-Strecke gelang Morris und Fisher ebenfalls mit zwei Siegen die Finalqualifikation und sie blieben diesmal auch im Endlauf siegreich. Sie überquerten nach 3:24,22 Minuten als Erste die Ziellinie, womit sie vor den Franzosen Bernard Brégeon und Patrick Lefoulon sowie Barry Kelly und Grant Kenny aus Australien Olympiasieger wurden.
Bei den Olympischen Spielen 1988 in Seoul vertraten Morris und Fisher Kanada erneut auf der 500-Meter-Distanz, bei der sie im Halbfinale ausschieden. Weitere Medaillen sicherten sich die beiden bei den Weltmeisterschaften 1982 in Belgrad mit Silber über 1000 Meter sowie 1983 in Tampere mit Bronze auf der 500-Meter-Strecke. Nach der verpassten Olympiaqualifikation 1992 beendete Morris seine Karriere.
Für den Olympiasieg wurden Morris und Fisher 1985 zum Member des Order of Canada ernannt. 1988 wurde Morris in die Canadian Olympic Hall of Fame aufgenommen. Im Jahr 2000 erfolgte auch seine Aufnahme in die Hall of Fame des kanadischen Sports. 2006 gründete Morris in Kahnawake die Morris Mohawk Gaming Group, als deren Geschäftsführer er fungierte. Das Unternehmen stellte 2015 seine Geschäftstätigkeiten ein.